# De lange weg naar beneden
De lange weg naar beneden (Engelse titel: A Long Way Down) is een roman van de Britse schrijver Nick Hornby uit 2005. Het vertelt het verhaal van vier personages, Maureen, Martin, JJ en Jess, die elkaar op oudejaarsavond tegenkomen op het dak van een warenhuis in Londen wanneer ze allemaal zelfmoord willen plegen.

## Personages
- Martin Sharp: Voormalig presentator van een populair ochtendprogramma op televisie. Sinds hij met een 15-jarig meisje heeft geslapen wordt hij door de media uitgespuwd en ziet hij zijn ex-vrouw en dochters nog amper.
- Jess: Brutaal en drugs-gebruikend meisje wier zus jaren geleden spoorloos is verdwenen. Sindsdien is de relatie tussen Jess en haar ouders slecht en wanneer haar vriendje Chas het met haar uitmaakt besluit ze zelfmoord te willen plegen.
- JJ: Amerikaanse muzikant. Zijn band is uiteengevallen en zijn vriendin heeft het uitgemaakt. Met de hoop om iets nieuws te kunnen beginnen vertrok hij naar Engeland maar hij is niet verder gekomen dan pizza's bezorgen.
- Maureen: Moeder van Matty. Ze heeft weinig contact met andere mensen en ziet haar leven niet meer zitten als ze alleen voor haar zoon moet zorgen die niet kan praten en bewegen.

## Film
In 2014 is de op deze roman gebaseerde film A Long Way Down uitgekomen, met onder anderen Toni Collette en Pierce Brosnan in de hoofdrollen.